# Maro Douka
Maro Douka (em grego:  Μάρω Δούκα) (Nascida em 1947 em Chania, Creta, Grécia) é uma escritora e novelista grega. Ela vive em Atenas desde 1966 e estudou história e arqueologia na Universidade de Atenas.